# Corbin Bleu
Corbin Bleu Reivers, född 21 februari 1989 i Brooklyn i New York, är en amerikansk skådespelare och sångare. Han är son till David Reivers som han spelade mot i filmerna Jump In (2007) och High School Musical 3: Sista året (2008).

## Biografi
Corbin Bleu följde i sin fars fotsteg och när han bara var två år gammal var han med i reklamfilmer på TV för exempelvis Life cereal, Bounty, Hasbro, och Nabisco. Det var då han upptäckte sin kärlek för dans och började ta jazz- och balettlektioner, nästan alltid var han den enda pojken på danslektionerna.
När han var fyra år gammal var han modell för Ford Modeling Agency på New York. Han började ta bilder för affärer som Macy's, Gap, Target och Toys R Us och Fashion spreads för barn, Parent och American Baby magazines, där han hade sina bilder på leksakspaket och spel.

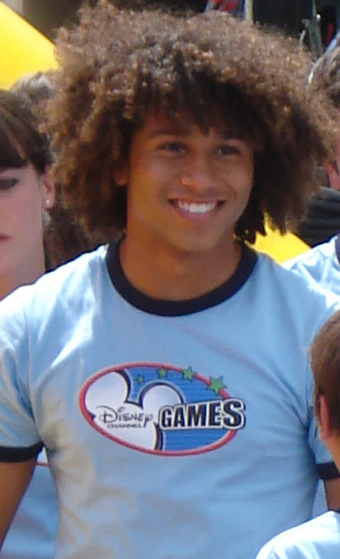
Corbin Bleu

När han var sex år gammal var han med sin första professionella teaterproduktion för Broadway. Han spelade en hemlös pojke i pjäsen Tiny Tims is Dead.
Corbin Bleu och hans familj flyttade till Los Angeles år 1996 och han fick nu en roll i TV-serien High Incident (1996), och småroller i filmer som exempelvis Soldier (1998/1) med Kurt Russell, Mystery Men (1999) med Ben Stiller, William H. Macy och Greg Kinnear och Galaxy Quest (1999) med Tim Allen Sigourney Weaver, och Alan Rickman. Han var också gäst i TV-serier som till exempel Cityakuten (1996), Malcome & Eddie (1996), Cover Me (1999) (mini), och The Amanda Show (1999). Corbin fortsatte att dansa och blev den första eleven på Debbie Allen Dance Academy. Han började på High School of Performing Arts i Los Angeles, första året där var han med i filmen Klättertjuven (Catch Khat Kid, 2004) i en av huvudrollerna.
Andra året i skolan spelade han i musikalen Footloose där han spelade Ren. Dessutom hade han huvudrollen i musikalen Grease, där han spelade Sonny. Samma år vann han Theater student of year.
Sommaren 2004 blev Corbin anlitad att spela Nathan i den nya Discovery kids TV-serien Flight 29 Down (2005). De filmade på ön Oahu, Hawaii.

## Karriär

### Musikkarriär
Sommaren 2005 blev Corbin kallad för att spela Chad i en Disney Channel Original Movie High School Musical (2006) (TV) regisserad av Kenny Ortega. 
Corbin är som tur var ett stort fan för musikaler, dock fick han vänta med att visa sina sångkunskaper till uppföljaren, High School Musical 2. I den första filmen var Corbin nämligen bara delaktig i bakgrundskören och hade alltså inga solonummer. Men i High School Musical 2: Sing it all or nothing sjunger han. "I don't dance" är en sång med honom och Lucas Grabeel.
Den 6 januari 2007 släpptes hans soloalbum Another Side som också har en duett med Vanessa Hudgens, hans motspelare i High School Musical. Två av Corbins mest kända soundtracks heter Push it to the limit och Run it back again. Push it to the limit kommer från filmen Jump In och Run it back again från Disney Channels-filmen Minutemen. Hans album Speed of Light kom ut 2009.

## Filmografi

### Film
| År   | Titel                             |
| ---- | --------------------------------- |
| 1998 | Soldier                           |
| 1998 | Beach Movie                       |
| 1999 | Family Tree                       |
| 1999 | Mystery Men                       |
| 1999 | Galaxy Quest                      |
| 2004 | Klättertjuven                     |
| 2007 | The Secret of the Magic Gourd     |
| 2008 | High School Musical 3: Sista året |
| 2009 | Free Style                        |
| 2009 | Beyond All Boundaries             |
| 2010 | I Owe My Life to Corbin Bleu      |
| 2011 | The Little Engine That Could      |
| 2011 | Scary or Die                      |
| 2012 | Nurse 3D                          |
| 2013 | Sugar                             |
| 2013 | The Monkey's Paw                  |
| 2015 | To Write Love on Her Arms         |

#### TV-filmer
| År   | Titel                                           |
| ---- | ----------------------------------------------- |
| 2006 | High School Musical                             |
| 2007 | Jump In!                                        |
| 2007 | High School Musical 2: Sing It All or Nothing'! |
| 2007 | Mother Goose Parade                             |
| 2007 | Flight 29 Down: The Hotel Tango                 |

### TV
| År        | Titel                                             |
| --------- | ------------------------------------------------- |
| 1996      | High Incident                                     |
| 1998      | Cityakuten                                        |
| 2000      | Malcolm & Eddie                                   |
| 2000      | Cover Me: Based on the True Life of an FBI Family |
| 2001–2002 | The Amanda Show                                   |
| 2005–2007 | Flyg 29 saknas                                    |
| 2006–2007 | Ned's Declassified School Survival Guide          |
| 2006–2008 | Hannah Montana                                    |
| 2009–2014 | Phineas & Ferb                                    |
| 2009      | The Beautiful Life: TBL                           |
| 2010      | The Good Wife                                     |
| 2012      | Blue Bloods                                       |
| 2013      | Franklin and Bash                                 |
| 2013      | One Life to Live                                  |
| 2013      | Dancing with the Stars                            |
| 2014      | Psych                                             |